# Suessenguthiella scleranthoides
Suessenguthiella scleranthoides là một loài thực vật thuộc họ Molluginaceae. Đây là loài đặc hữu của Namibia. Môi trường sống tự nhiên của chúng là vùng nhiều đá.